# かしの木山自然公園
かしの木山自然公園（かしのきやましぜんこうえん）は、東京都町田市にある町田市立の都市公園（地区公園）。

## 概要
1988年（昭和63年）に開園。敷地は西成瀬のほか、南大谷、高ヶ坂が入り組んでいる。園内は大部分が雑木林で、シラカシ、クヌギ、コナラなどが生い茂り、野鳥、昆虫が多く生息している。また、尾根道からは丹沢の山並みや町田の町並みが望めるほか、第三日曜日にはかしの木山自然公園自然観察会（但し不定期）を開催している。
2024年度より指定管理者制度の導入により、一般社団法人町田市緑化協会が公園の管理運営を行っている。

### 沿革
- 1988年（昭和63年）
  - 4月1日 - 町田市がかしの木山自然公園を都市計画公園に決定[3]。
  - 5月1日 - 開園[1]
- 1990年（平成2年）5月12日 - 公園管理棟「森の家」を開設[4]。
- 1994年（平成6年）3月15日 - 公園と成瀬かしの木山特別緑地保全地区を結ぶ「たぬきのトンネル」が完成[5]。
- 2006年（平成18年）6月29日 -  かしの木山自然公園の都市計画を変更。
- 2024年（令和6年）4月1日 - 指定管理者制度を導入[2]。

## 主な施設

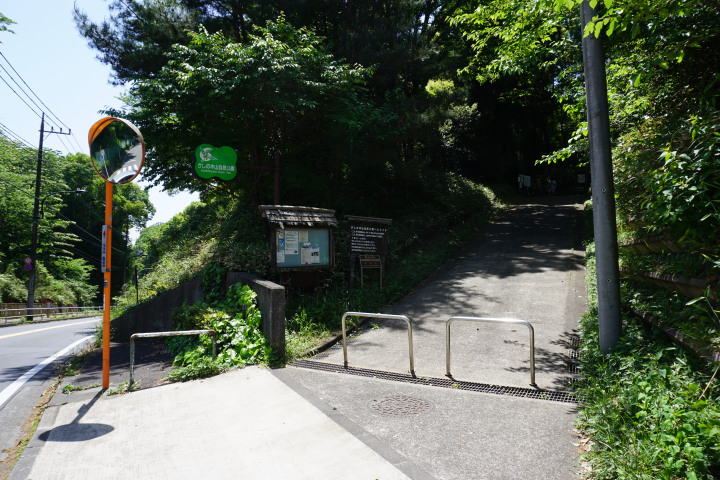
公園北口（正門）

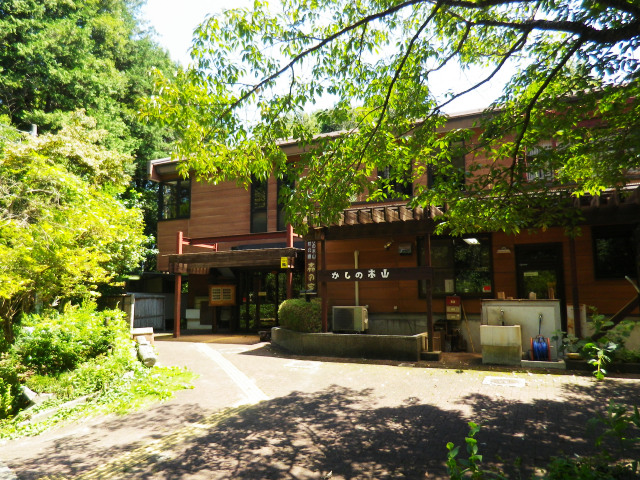
森の家（公園管理棟）

- 森の家（公園管理棟） - 開園当初に存在したプレハブの管理事務所跡地に建設され、施設名称は一般公募の中から選ばれた[4]。
- 樹木見本園
- 中央広場
- 展望広場
- 六角亭
- 鎌倉古道
- シラカシの森
- 馬頭観音
- トンボ池
- たぬきのトンネル - 公園脇の市道を通過する狸のため、市道の地下部分に設置された狸専用のトンネルで、1994年に町田市が設置。公園と向かいの成瀬かしの木山特別緑地保全地区の雑木林を結んでいる[5]。

## アクセス
年中無休（森の家は休館日あり）だが、時期によって開園時間が異なる。入園料無料。なお、駐車場はないので、注意が必要である。
電車の場合
- 小田急小田原線玉川学園前駅もしくはJR横浜線成瀬駅からいずれも徒歩約20分。

路線バスの場合
- 町田バスセンター12番乗り場から神奈川中央交通の三ツ又経由成瀬台行きで「大谷原」下車徒歩5分。
- つくし野駅もしくは成瀬駅1番乗り場から神奈川中央交通の東玉川学園四丁目行き・成瀬台行き・こどもの国駅行きで「観性寺前」下車徒歩8分。